# Schlacht bei St. Jakob an der Sihl
Etzel · Pfäffikon · Grüningen I · Freienbach · Blickensdorf · Hirzel · Bremgarten · Regensberg · Grüningen II · St. Jakob an der Sihl · Greifensee · St. Jakob an der Birs · Erlenbach I · Koblach · Sargans · Wil · Kirchberg · Wolfhalden · Obertoggenburg · Wigoltingen · Erlenbach II · Männedorf · Wollerau · Ragaz
Die Schlacht bei St. Jakob an der Sihl war ein militärischer Konflikt, der am 22. Juli 1443 im Verlaufe des Alten Zürichkriegs vor den Toren der Stadt Zürich (Schweiz) ausgetragen wurde.
Die Gegner waren auf der einen Seite die Kontingente der eidgenössischen Acht Alten Orte Luzern, Schwyz, Glarus, Zug, Uri und Unterwalden und auf der anderen Seite Truppen der Reichsstadt Zürich und der Habsburger.

## Vorgeschichte
Der neuerliche Kriegsausbruch im Mai 1443 entzündete sich an der Weigerung Zürichs, das 1442 geschlossene Bündnis mit dem frisch gekrönten König Friedrich III. aufzulösen, obschon Zürich gemäss dem Bundesbrief mit der Eidgenossenschaft von 1351 freies Bündnisrecht besass. Auf die Einladung zu einem eidgenössischen Schiedsgericht in Einsiedeln reagierte Zürich negativ, so dass Schwyz als Hauptinitiator – und in dessen Gefolge Glarus – die übrigen noch unentschlossenen eidgenössischen Orte vor vollendete Tatsachen stellte und in der Nacht vom 20. auf den 21. Mai der Stadt Zürich und Markgraf Wilhelm von Hachberg namens der Herrschaft Österreich die Kriegserklärungen übermittelte.
Nach der Schlacht bei Freienbach und insbesondere der Schlacht am Hirzel geriet die zürcherisch-österreichische Koalition bereits zu Beginn des Kriegs völlig in die Defensive. Der Zürcher Hauptharst zog sich in die Stadt Zürich zurück und musste ohnmächtig zusehen, wie die meisten befestigten Plätze im Zürcher Einflussgebiet an die Eidgenossen gingen. Nacheinander fielen die aargauischen Städte Bremgarten (→Belagerung von Bremgarten), Mellingen und Baden sowie die im Stadtzürcher Territorium gelegenen Städtchen Regensberg und Grüningen an die Eidgenossen, so dass den Zürchern im Grunde nur Greifensee und der Herrschaft Österreich noch Rapperswil und Winterthur im direkten Umland von Zürich verblieben. Nach der Einnahme von Grüningen löste sich das eidgenössische Heer am 17./18. Juni auf, um die Heuernte einzubringen und sich wieder auszurüsten.
Dann wollte man abermals ins Feld marschieren. Man war mit der Stadt Bern und Solothurn zuvor übereingekommen, dass diese zusammen mit Basel einen zweiten gegen Österreich gerichteten Kriegsschauplatz in Laufenburg eröffnen sollten. In Bern wollte man zu diesem Zeitpunkt ein direktes Vorgehen gegen Zürich offenbar noch immer vermeiden; an dem ersten Auszug gegen Zürich beteiligten sich Bern und Solothurn daher nur zögerlich, an dem zweiten aufgrund dieser Absprache gar nicht.
Die Innerschweizer Kontingente wandten sich direkt gegen Zürich. Die Schwyzer und Glarner besammelten sich in Kappel und brachen am Morgen des 22. Juli auf, um über Hedingen und Bonstetten gegen Zürich vorzurücken. Am Uetliberg stiess eine Schwyzer Vorhut auf eine Abteilung von etwa 200 Zürchern, die im Gefecht am Uetliberg zurückgeschlagen wurden. Nach weiteren Kämpfen mit berittenen Einheiten der Zürcher bei Albisrieden erhielten die Schwyzer und Glarner nun Zuzug durch die Kontingente aus Luzern, Zug, Uri und Unterwalden, die zuvor von Knonau aus aufgebrochen waren. Das Innerschweizer Heer erhöhte sich dadurch auf etwa 6000 Mann.
Auf die Nachricht des Anrückens der Eidgenossen hin zog ein Teil der Zürcher Truppen unter Bürgermeister Rudolf Stüssi ungeordnet aus der Stadt. Es bildeten sich zwei Truppenansammlungen auf dem Sihlfeld; die grössere bestand aus Kriegsknechten und Berittenen, die kleinere nur aus Berittenen bestehende Einheit befand sich etwas abseits davon.
Den Oberbefehl über die gesamten Zürcher Truppen hatte seit dem Januar 1443 Marschall Thüring II. von Hallwyl inne; diesen brachte die auffallende Disziplinlosigkeit der eigenen Truppen bereits bei deren Ausrücken in Rage. Aufgrund der feindlichen Übermacht und in Kenntnis von deren Kampfkraft schlug der Fehdeunternehmer Hans von Rechberg dem Zürcher Rat vor, die Truppen in eine strategisch günstige Defensivstellung hinter die Sihl zurückzunehmen, um sich nicht auf eine offene Feldschlacht einlassen zu müssen und die eigenen Feuerwaffen voll zur Geltung bringen zu können. Die insgesamt etwa 500 Berittenen sollten dem Feind durch schnelle Angriffe grösstmöglichen Schaden zufügen und ihn zu einem Angriff auf die Hauptstellung hinter der Sihl verleiten. Zudem könne man sich im Fall einer Niederlage ungehindert in die Stadt zurückziehen, im Fall eines Sieges leicht zur Verfolgung der Fliehenden ansetzen.
Auf eidgenössischer Seite wollte man nicht direkt gegen die zürcherischen Stellungen vorgehen, da man befürchtete, der gegnerischen Artillerie und der Reiterei ausgesetzt zu sein; man plante daher eine Umgehungsbewegung über Wiedikon, um dem Gegner in die Flanke zu fallen und ihm nach Möglichkeit den Rückzug in die Stadt zu verwehren.

## Verlauf
Die Kriegsknechte auf dem Sihlfeld missachteten indes den Rückmarschbefehl hinter die Sihl und sammelten sich völlig ungeordnet auf den Wiesen bei der Sihlbrücke beim Siechenhaus und der Kapelle St. Jakob, bei der heutigen Tramhaltestelle Stauffacher und der heutigen reformierten Kirche St. Jakob in Zürich-Aussersihl. Der «Klingenberger Chronik» zufolge empfanden es die Truppen auf dem Sihlfeld als zu wenig ehrenhaft, sich in eine Verteidigungsstellung zurückzuziehen. Es wurde unterlassen, den Heerhaufen ordentlich zu gliedern und Wachposten und Aufklärungstrupps auszusenden. Aufgrund starken Weinkonsums kam es auf dem Sihlfeld zudem zu volksfestähnlichen Szenen.
Inzwischen fanden planmässig Reiterangriffe auf die Eidgenossen statt, die sich geordnet in Richtung Wiedikon in Bewegung gesetzt hatten. Noch bevor diese Wiedikon erreichten, verwickelte sich eine eidgenössische Vorhut in Kämpfe mit der Zürcher Reiterei, worin auch die eidgenössische Hauptmacht sofort eingriff. Als sich die Reiter nun wie vorgesehen auf die Verteidigungsstellungen zurückziehen wollten, mussten sie feststellen, dass sich die Zürcher Streitmacht nicht am vorgesehenen Platz befand. Sie schlossen sich zu einem grösseren Teil den Fusstruppen an, um dort abzusitzen und sich dem Gegner entgegenzustellen.
Einem kurz danach abgegangenen Schreiben an die Stadt Zürich zufolge bedienten sich die Eidgenossen einer Kriegslist: Sie hätten zur Verwirrung der Verteidiger ihr Heerzeichen geändert, indem sie auf dem Rücken das weisse Erkennungskreuz der Eidgenossen und vorne das habsburgische rote Kreuz getragen hätten. Bürgermeister Stüssi habe sich davon täuschen lassen und seinen Armbrustschützen – in der Annahme, eigene Truppen vor sich zu haben – befohlen, nicht zu schiessen.
Bei dem einsetzenden Gefecht mit der nun angreifenden eidgenössischen Vorhut von etwa 300 Mann vermochten die Zürcher dem Ansturm bereits zu Beginn des Kampfes nicht zu widerstehen und wandten sich ungeordnet zur Flucht über die Brücke in Richtung Rennwegtor. Es gelang Bürgermeister Stüssi nicht, genügend Leute zu einem geordneten Widerstand zu versammeln, doch versuchte er, den Rückzug der Zürcher Truppen mit der ihm verbliebenen Nachhut zu decken. Zeugenaussagen zufolge fiel Stüssi auf der Sihlbrücke. Die nachsetzende eidgenössische Vorhut verfolgte die Zürcher bis vor die Stadttore, während der Hauptharst an der Sihl stehen blieb.
Der Überlieferung nach sei es einigen Eidgenossen gelungen, hinter den fliehenden Zürchern bis in die Stadt selbst zu gelangen. Nur die aufmerksame Frau des Torwächters beim Rennwegtor, Anna Ziegler, habe Zürich gerettet, indem sie noch zur rechten Zeit das Fallgitter niedergelassen habe.

## Verluste
Der Schwyzer Landschreiber Hans Fründ, der persönlich an dem eidgenössischen Feldzug teilnahm, gibt die Gefallenen auf Seiten der Zürcher mit mindestens 300 Toten an, einschliesslich der später an den Verwundungen Gestorbenen. Die Zahl beruht auf einer Zählung der erbeuteten Harnische; es soll sich zudem um eine Mindestzahl handeln, da die Zürcher bei ihrem Rückzug in die Stadt noch viele Leichen hatten bergen können. Auf Seiten der Stadt Zürich gab man die Gefallenen dagegen mit 130 bis 155 Toten an, darunter drei Adlige und etwa 30 bis 40 Söldner. Unter den Toten sollen auch Zivilisten gewesen sein, die sich aus Neugier aus der Stadt gewagt hatten. Weitere Gefallenenzahlen für die Zürcher Seite liefern die Stiftsbibliothek St. Gallen (140 Tote), die «Klingenberger Chronik» (145 Tote), die «Chronik der Stadt Zürich» (150 Tote), sowie der bekannte Chorherr Felix Hemmerlin (151 Tote) und Stadtchronist Gerold Edlibach (160 Tote). Für die eidgenössische Seite gibt es keine verlässlichen Zahlen.
Mit Bürgermeister Stüssi fiel auch der Befehlshaber der österreichischen Truppen, Freiherr Albrecht VII. von Bussnang; er kam in der Kapelle St. Jakob hinter dem Hochaltar zu Tode. Unter den Toten war auch der Zürcher Stadtschreiber Michael Stebler (genannt Graf), ein Exponent der österreichischen Politik Zürichs, der angeblich von einem Mann aus Küsnacht, also aus der Zürcher Landschaft, erstochen wurde.
Die Stadtzürcher Führung betonte stets, der Feind übertreibe die Zürcher Verlustzahlen: «wenn wir denn einen verlurind, so schribind sy durch das gantz land, wir hettind zwentzig verlorn». Jedoch neigte sie auch dazu, die eigenen Verluste nach unten zu korrigieren, um die Moral ihrer Truppen nicht zu gefährden. Dies galt allerdings ebenso für die Eidgenossen, die den Reichsstädten etwa nach der Schlacht bei Freienbach (ca. 40 Tote auf Zürcher Seite) schrieben, der Feind habe schwerste Verluste erlitten. Die Zürcher verwiesen stets darauf, man habe auswärtige Söldner eingestellt, damit es in der Stadt im Fall von Verlusten weniger «geschrey» bei den Zürcherinnen gäbe. Trotzdem kursierte nach den für Zürich verheerenden Schlachten am Hirzel und bei St. Jakob an der Sihl das Gerücht bis nach Strassburg, bislang seien 1500 Zürcher im Krieg gefallen, und deswegen gäbe es in der Stadt etwa 900 Witwen.

### Tod und Leichenschändung von Rudolf Stüssi
Viel Diskussionsstoff lieferte der Tod des Ritters Rudolf Stüssi auf der Sihlbrücke. Der Überlieferung nach fiel er als einer der letzten Verteidiger und ein Eidgenosse habe ihn von unten durch die Bohlen der Brücke hindurch erstochen. Diese Geschichte, die das Heldentum Stüssis und die Feigheit der Eidgenossen unterstreicht, ist wohl zürcherische Propaganda aus der Zeit des Alten Zürichkriegs. Stüssis Tod auf der Sihlbrücke ist dagegen bezeugt. Einer nicht zeitgenössischen Version zufolge soll Stüssi in der Mitte der Brücke angehalten, seine Schlachtaxt geschwungen und «Haltet, Bürger, haltet!» gerufen haben. Darauf soll ein Zürcher erwidert haben: «Dass dich Gott’s Wunden schänd’! Dies Wesen haben wir allein von dir», und den Bürgermeister mit seiner Lanze durchbohrt haben.
|  |  |  |

Der Zürcher Bürgermeister war bei den Eidgenossen, insbesondere den Schwyzern, offenbar besonders verhasst. Den chronikalischen Berichten zufolge wurde seine Leiche von eidgenössischen Kriegern auf übelste Weise geschändet: Sie hängten den Körper auf, schnitten ihn auf, entnahmen das Herz, steckten in dieses einen Kuhschwanz (als spöttisches Symbol) und rieben Schuhe, Stiefel und das Leder an den Sporen mit Stüssis Körperfett ein. Abschliessend versahen sie die Reste des Leichnams mit Pfauenfedern (dem Symbol der österreichischen Partei). Der Wahrheitsgehalt dieser Leichenschändung wurde entgegen zahlreicher chronikalischer Berichte in der älteren Forschung in Frage gestellt; es gibt jedoch keinen Grund, diese Schilderungen zu bezweifeln, zumal solche verrohten Aktionen im Alten Zürichkrieg mehrfach vorkamen; sogar bei Graf Friedrich VII. von Toggenburg, dessen Tod 1436 ursprünglich der Auslöser dieses Kriegs war, kam es ebenfalls 1443 im Kloster Rüti zu einer Leichenschändung. Zudem war der von Kriegsknechten betriebene Handel mit menschlichem Fett durchaus eine gängige Praktik. Die Leichenschändung Stüssis wurde durch eine Kundschaft der Zürcher Stadtführung bestätigt und in den zahlreichen Rechtfertigungsschreiben der Schwyzer auch nie bestritten. Sie weist in erster Linie auf eine zunehmende allgemeine Verrohung, Grausamkeit infolge gesteigerten Hasses und teilweise auch Fanatismus bereits im Kriegsjahr 1443 hin. Anderen Berichten zufolge wurden nicht selten auch Frauen Finger und Arme abgeschnitten, um leichter an den Schmuck zu kommen.

## Folgen
Obschon die drohende Eroberung der Stadt abgewendet werden konnte, befand sich Zürich am kritischsten Punkt während des gesamten Krieges. Unter den Bewohnern der Stadt brach im Gefolge der Niederlage eine Panik aus; die Menschen verbarrikadierten sich teilweise in ihren Häusern. Die österreichische Führung fürchtete zudem, dass eidgenössisch Gesinnte dem Gegner die Tore öffnen oder gar einen Umsturz herbeiführen könnten. Da man mit einer Belagerung rechnete, übertrug der Zürcher Rat die Führung und die Schlüssel der Zürcher Stadttore Markgraf Wilhelm von Hachberg. Dieser hatte sich zuvor am Zürcher Auszug nicht beteiligt – angeblich hatte er befürchtet, ausgesperrt zu werden. Er übergab jedes der Tore einem Adligen zur Bewachung. Dies waren die Grafen Wilhelm von Lützelstein und Ludwig von Helfenstein sowie die Ritter Burkhard VII. Münch und Hans von Rechberg.
Man begann auch, belastendes Material über angebliche Verräter zu sammeln. Ein bekanntes Beispiel ist ein erhaltenes Protokoll, bei dem Anna von Hewen (1429–1484), die Äbtissin des Fraumünsters, durch Zeugen beschuldigt wurde, sie habe während der Schlacht Messen zugunsten der Feinde abgehalten und sich über die für Zürich schädlichen Ereignisse gefreut. Ausserdem wurde ihr vorgehalten, sie sähe wie eine Schwangere aus und habe ein Verhältnis mit dem Zürcher Altbürgermeister Rudolf Meis, einem Exponenten der eidgenössischen Partei der Stadt.
Durch das Anhalten des Hauptharstes vor der Sihl rückte ein Sturm auf die Stadt in weite Ferne. Es wurde auf eidgenössischer Seite offenbar nicht ernsthaft erwogen, die Stadt zu belagern oder einen Sturm zu wagen. Die eidgenössischen Truppen hielten sich noch vier Tage auf dem Sihlfeld auf, um die Gefallenen zu berauben und die Häuser der Vorstadt zu plündern. Unter der Beute befanden sich die Fahne der Zürcher, einige hundert Stück Vieh, mehrere Hengste österreichischer Reiter sowie Waffen, Harnische und Geld. Nachdem die eidgenössischen Kriegsknechte sehr wirkungsvoll von den Stadtmauern aus beschossen wurden, zogen sie schliesslich ab. Zuvor wurden die vor der Stadt gelegenen Häuser inklusive der Kirchen St. Anna und St. Stephan abgebrannt, das Kloster Selnau vollständig verwüstet; auch die Ortschaften Altstetten, Albisrieden, Wiedikon und Kilchberg wurden in Mitleidenschaft gezogen. Das eidgenössische Heer zog am 26. Juli zu ergebnislosen Verhandlungen nach Baden ab, bevor es noch einmal nach Zürich zurückkehrte, um die Gegend um Höngg heimzusuchen. Das Heer zog dann über Zollikon und Küsnacht nach Rapperswil, welches am 29. Juli eingeschlossen und belagert wurde. Rapperswil hielt zwar problemlos stand, doch führte das militärische Patt des Jahres 1443 am 9. August zum «Frieden von Rapperswil» (in der Zürcher Chronistik auch «elender Friede» genannt), einem vom Konstanzer Bischof Heinrich von Hewen vermittelten Waffenstillstand, gültig bis zum 23. April 1444. Ab diesem Datum weitete sich der Krieg aus, die Kriegshandlungen zogen sich ununterbrochen bis zum 12. Juni 1446 hin; die anschliessenden Friedensverhandlungen dauerten noch weitere vier Jahre.

## Bewertung
Die Quellen und auch die Forschung sind sich einig, dass eine allfällige Eroberung von Zürich zu einem sofortigen Kriegsende geführt hätte. Es ist unklar, warum die Hauptleute der Eidgenossen den Hauptharst an der Sihl halten liessen und so den militärischen Erfolg ihrer Vorhut nicht ausnutzten. Diesen Umstand könnte man im Grunde fast als «Wunder an der Sihl» bezeichnen. Die Gründe dafür könnten folgende sein: Einerseits bestand die Hoffnung, die Zürcher würden angesichts der Bedrohung einlenken, andererseits ist es auch möglich, dass die Hauptleute bewusst ein Massaker zu verhindern suchten. Eine Eroberung Zürichs durch 6.000 entfesselte Kriegsknechte hätte womöglich zu einem Blutbad unter der Bevölkerung und einer völligen Ausplünderung und vielleicht gar grossflächigen Zerstörung der Stadt geführt. Auch die Ermordung zahlreicher Adliger wäre kaum zu verhindern gewesen, was einigen Staub aufgewirbelt hätte. Zudem war der Hauptstreitpunkt unter den Kontrahenten zu diesem Zeitpunkt des Krieges ja vor allem die Auslegung des Bündnisrechts unter Bundesgenossen; es konnte aus diesen Gründen nicht im Sinne der Eidgenossen sein, Zürich in einem solchen Masse zu schädigen.
Was die Schlacht selbst betrifft, sind vor allem die Disziplinlosigkeiten auf beiden Seiten offenkundig. Die taktischen Pläne beider Seiten wurden nicht oder nur unzureichend durchgeführt. Auf der eidgenössischen Seite begann der Vormarsch in Richtung Wiedikon geordnet, doch löste er sich durch die Kämpfe mit den berittenen Einheiten schnell auf und das Treffen entschied sich letztlich bereits durch den ungestümen, heftigen Aufprall der lediglich 300 Mann starken, ausgesprochen kampflustigen eidgenössischen Vorhut. Auf der Zürcher Seite war vor allem das Nichtbefolgen der Befehle Thürings II. von Hallwyl zur Rücknahme der Truppen hinter die Sihl ausschlaggebend, was den ganzen Plan untergrub. In einer guten Verteidigungsstellung hätte ein gegnerischer Ansturm durchaus aufgehalten werden können. Die mangelnde Aufklärung und Vorbereitung sowie der Alkoholkonsum der Zürcher auf dem Sihlfeld mögen zu der Niederlage beigetragen haben. Der zürcherisch-österreichische Plan funktionierte in der Ausführung nur hinsichtlich der Angriffe der Berittenen einwandfrei.
Nicht gesichert ist zudem die Änderung der Feldzeichen durch die Eidgenossen, welche die Eidgenossen stets bestritten. Noch am 22. Juni 1444 beschlossen diese an einer Tagsatzung ein Rechtfertigungsschreiben an die Kurfürsten in dieser Sache. Angeblich sind doppelt gekennzeichnete Gefallene von den Zürchern aufgefunden worden. Neben dem oben erwähnten Schreiben berichtet auch die «Klingenberger Chronik» hiervon. Diese fügt allerdings dazu: «Das sig nun oder sig nit, das lass ich also beliben».